# Aster ensifer
Aster ensifer là một loài thực vật có hoa trong họ Cúc. Loài này được Bosserdet mô tả khoa học đầu tiên năm 1970.